# Acerentulus alpinus
Acerentulus alpinus är en urinsektsart som beskrevs av Hermann Gisin 1945. Acerentulus alpinus ingår i släktet Acerentulus och familjen lönntrevfotingar. Inga underarter finns listade i Catalogue of Life.